# Репьёвское сельское поселение (Воронежская область)
Репьёвское сельское поселение — муниципальное образование в Репьёвском районе Воронежской области.
Административный центр — село Репьёвка.

## Административное деление
В состав поселения входят 3 населённых пункта:
- село Репьёвка;
- хутор Верхняя Мельница;
- хутор Дракино.

## Население
| 2002  | 2010  | 2012  | 2013  | 2014  | 2015  | 2016  |
| ----- | ----- | ----- | ----- | ----- | ----- | ----- |
| 5905  | ↘5463 | ↗5472 | ↘5440 | ↗5441 | ↗5472 | ↗5482 |
| 2017  | 2018  | 2021  |       |       |       |       |
| ↘5477 | ↘5427 | ↗5493 |       |       |       |       |